# Grip (omarm me)
Grip (omarm me) is een single van de Belgische band Bazart. Het is de eerste single van hun tweede studioalbum 2. De single werd uitgebracht op 10 augustus 2018. Grip (omarm me) stond 18 weken lang in de Ultratop 50 en wist de eerste plaats te halen in de Vlaamse Top 50. De Nederlandse radiozender NPO 3FM riep de single op de dag van de release uit tot 3FM Megahit.

## Videoclip
De band kreeg voor de videoclip een MIA-nominatie in de categorie Beste videoclip. De clip werd geregisseerd door rapper Brihang.